# Eric Mun
Eric Mun (tên khai sinh là Mun Jung-hyuk, sinh ngày 16 tháng 2 năm 1979) hay đơn giản là Eric, là nam ca sĩ, nhạc sĩ, rapper kiêm diễn viên người Hàn Quốc, hiện là trưởng nhóm của nhóm nhạc huyền thoại Shinhwa do công ty SM Entertainment thành lập. 
Anh còn nổi tiếng qua các bộ phim truyền hình dài tập như là Phoenix, Super Rookie, Discovery of love, Lại là em Oh Hae-young... Anh hoạt động dưới Top Class Entertainment từ năm 2007 đến tháng 12 năm 2013. Năm 2014, Eric cùng với người quản lý 10 năm qua của anh, Lee Jong Hyun, ký hợp đồng mới với E&J Entertainment để bắt đầu những hoạt động cá nhân.  Eric đồng thời là CEO của Shinhwa Company cùng với Lee Min-woo (người đồng sáng lập từ năm 2011), và các thành viên còn lại: Kim Dong-wan, Shin Hye-sung, Jun Jin, Andy Lee (các cổ đông). Kết hôn năm 2017 với Na Hye Mi.

## Tiểu sử
Eric Mun (Mun Jung-hyuk) sinh ra ở Seoul. Anh là người nhỏ tuổi nhất trong 3 người con cùng với 2 người chị gái.  Eric học trường cấp hai Daechi ở Seoul.  Khi gia đình anh chuyển đến Mỹ, anh tiếp tục theo học John Burroughs Middle School tại Los Angeles.  Eric dành thời gian học trung học tại Parks Junior High School và Sunny Hills High School, cả hai đều nằm ở Fullerton, California.  Năm 1996 Eric trở về Hàn Quốc và tham gia SM Entertainment với tư cách thực tập sinh và ra mắt như một Rapper, cùng thời với nhóm nhạc nữ S.E.S.' với ca khúc "I'm Your Girl" cùng với  Andy. Vào ngày 24 tháng 3 năm 1998, với nghệ danh sân khấu Eric, anh ra mắt với tư cách trưởng nhóm và Rapper chính của nhóm Shinhwa với đĩa đơn "해결사" (The Solver) trên KM Music Tank.  Anh cho rằng album debut của họ Resolver đã không được thể hiện tốt và nhóm đã gần như tan rã.  Trong thời gian đó, anh đã nghiêm túc suy nghĩ về việc từ bỏ công việc và quay về Mỹ.
Năm 2005 Eric đã tốt nghiệp đại học Dongguk chuyên ngành Sân khấu và Điện ảnh với tư cách một trong số ít sinh viên xuất sắc nhất.

### 2004: Bắt đầu sự nghiệp Diễn xuất
Mặc dù vào năm 2002 Eric và nhóm Shinhwa đã là khách mời xuất hiện trong bộ phim điện ảnh Emergency 19 Act, nhưng sự nghiệp diễn xuất của Eric mới thực sự bắt đầu vào năm 2003 khi đạo diễn Park Sung Soo cho anh 0.5 giây để đưa ra quyết định tham gia một vai diễn phụ trong series phim Breathless (I Run) của đài MBC. Eric trả lời bằng một câu "Đồng ý" và bắt đầu mở cánh cửa đến với con đường diễn xuất. Vào đầu năm 2004, anh có bước ngoặt lớn với bộ phim truyền hình cực kì nổi tiếng Phoenix (Bulsae).  Thành công lớn của vai diễn trong Phoenix khiến công chúng biết đến Eric nhiều hơn, giúp anh trở thành ngôi sao sáng giá. Câu thoại không thể quên được của anh “Do you smell anything burning? My heart is burning” (Em có thấy mùi thứ gì đó đang cháy không? Trái tim tôi đang cháy) đã luôn được sử dụng phổ biến đến tận bây giờ, gây hài hước trong rất nhiều bộ phim và chương trình truyền hình mỗi khi được nhắc đến.

### 2005-2006: Diễn xuất và bị thương
Năm 2005, Eric bắt đầu vai diễn chính trong Super Rookie của MBC với diễn viên Han Ga-in. Bộ phim cũng được quảng bá rộng rãi trên Fuji TV.  Phim nhận được đánh giá tốt ở Hàn Quốc trong thời gian quảng bá.  Super Rookie cũng là một bom tấn ở Nhật Bản sau khi Đài truyền hình Fuji trả ₩2 tỷ won để mua bản quyền phát sóng tại Nhật Bản. Bộ phim nhận được phản hồi rất tốt tại Nhật khi quảng bá ở đây, lượng lớn người xem bộ phim đã khiến Eric trở thành ngôi sao dẫn đầu làn sóng Hallyu tại Nhật. Tháng 12 năm 2005, Eric đẩy mạnh quảng bá Super Rookie tại Nhật Bản. Một lượng lớn người hâm mộ đã chờ để được gặp Eric tại sân bay. Fuji TV và Narita Airport đã xem anh như là State Guest (khách mời trang trọng).
Đầu năm 2006, Eric đã bị thương ở phim trường bộ phim truyền hình Wolf của MBC, kết quả đã khiến bộ phim phải tạm ngừng sau 4 tập phim. Eric bị thương trong một cảnh bắn súng, gần Namdaemun, Seoul, anh đã cứu bạn diễn Han Ji-min chạy khỏi chiếc xe. Nguyên nhân là do tài xế đã hiểu sai dấu hiệu, đâm vào họ với vận tốc 40 km/h và không thể dừng lại trước họ như kế hoạch.
Vào tháng 8, sau sự thành công của Super Rookie, đặc biệt là tại Nhật Bản, Eric đã một lần nữa hợp tác với biên kịch bộ phim trong Invincible Parachute Agent (Korea Secret Agency).

### 2008-2010: Nghĩa vụ quân sự
Concert kỉ niệm 10 năm của Shinhwa vào tháng 3 năm 2008, sau đó Shinhwa bắt đầu bị gián đoạn hoạt động chung để các thành viên hoàn thành nghĩa vụ quân sự bắt buộc của Hàn Quốc.  Trước thời gian tòng quân, Eric đã tham gia một bộ phim lịch sử lần đầu tiên trong sự nghiệp diễn xuất của anh là Strongest Chil Woo.  Với 30 triệu won cho mỗi tập phim Strongest Chil Woo, Eric đã trở thành diễn viên khởi đầu là ca sĩ được trả mức cao nhất trong ngành vào thời điểm đó.
Từ bỏ quyền công dân Mỹ vào năm 2003  để có thể thực hiện nghĩa vụ quân sự của mình, Eric là thành viên Shinhwa đầu tiên ghi tên trong danh sách đi thực hiện nghĩa vụ vào tháng 10 năm 2008.  Bởi vì bị thương khi quay bộ phim truyền hình Wolf, Eric đã được thực hiện nghĩa vụ bắt buộc như một công nhân viên chức sau 4 tuần rèn luyện cơ bản. Anh hoàn thành nghĩa vụ ngày 30 tháng 10 năm 2010.

### Năm 2011: Diễn xuất trở lại và Sự thành lập của Shinhwa Company
Sau khi hoàn thành nghĩa vụ, dự án đầu tiên của Eric là là tham gia bộ phim hành động của KBS Poseidon cùng với Kim Ok-bin, khởi chiếu vào tháng 7 năm 2011. Nhưng họ đã ngừng quay bộ phim khi việc sản xuất phải tạm ngừng sau trận pháo kích Yeonpyeong bất ngờ nổ ra vào tháng 11 năm 2010. Thay vào đó, anh đã trở lại với bộ phim truyền hình khác của KBS, Spy Myung-wol cùng với diễn viên Han Ye-seul vào tháng 7, anh vào vai một ngôi sao dẫn đầu làn sóng Hàn Quốc, người là trung tâm trong một âm mưu bắt cóc của các điệp viên Bắc Triều Tiên.
Ngày 1 tháng 7 năm 2011, Eric trở thành CEO (cùng với Lee Min-woo - co-CEO) của Shinhwa Company, một cơ quan chung cho các thành viên Shinhwa hoạt động trở lại như một nhóm. Công ty quản lý cả nhóm như một nhóm đầy đủ trong khi các thành viên vẫn được quản lý các hoạt động cá nhân bởi các công ty quản lý riêng của họ.
Như một phần của Top Class Entertainment, Eric đã đào tạo nhóm nhạc nữ Stellar, nhóm đã ra mắt vào tháng 8 năm 2011 với ca khúc "Rocket Girl".

### 2012: Shinhwa Trở Lại
Tháng 3 năm 2012, Eric hợp lại với nhóm Shinhwa cho sự trở lại của họ sau 4 năm, dưới sự quản lý của Shinhwa Company. Nhóm đã cho ra mắt album phòng thu thứ 10 The Return vào ngày 23 tháng 3 năm 2012, bắt đầu tour diễn 2012 Shinhwa Grand Tour: The Return khắp khu vực châu Á và chương trình thực tế đầu tiên của riêng họ Shinhwa Broadcast đã được phát sóng lần đầu vào ngày 17 tháng 3 năm 2012 trên kênh truyền hình cab JTBC.
Eric đã hợp tác Rap trong đĩa đơn nhạc số "Nostalgia" của thành viên Brown Eyed Girls, Ga In, được phát hành ngày 30 tháng 11 năm 2012.

### 2013: Shinhwa trở lại và rời khỏi Top Class Management
Ngày 8 tháng 2 năm 2013, công ty đại diện của Shinhwa thông báo sự trở lại của nhóm nhạc huyền thoại trên các website chính thức của họ. Poster cho sự trở lại của họ 2013 Shinhwa Grand Tour: The Classic kỉ niệm 15 năm ngày ra mắt của họ đã chính thức được tiết lộ. Album có tên gọi là The Classic.
Đó đã trở thành một thành công vô cùng lớn, vé vào cửa của concert đã được bán hết chỉ trong vài phút. Eric cùng với Shinhwa đã thắng rất nhiều giải thưởng năm 2013. Mọi người đã coi họ như là Nhóm nhạc nam hoạt động lâu nhất trong ngành công nghiệp âm nhạc Hàn Quốc.
Tháng 12 năm 2013, hợp đồng của anh với Top Class Entertainment đã kết thúc. Anh đã không gia hạn hợp đồng với Top Class Entertainment và bởi vậy anh không còn trách nhiệm với nhóm Stellar, nhóm mà anh đã giúp đỡ công ty đào tạo và phát triển những kĩ năng riêng.

### 2014: Trở lại Diễn xuất
Vào tháng 3, Eric đã hoàn tất thành công các Concert kỉ niệm 16 năm cùng với Shinhwa. Sau khi nhận được vài đề nghị thử vai cho phim truyền hình của KBS, Eric trở lại màn ảnh nhỏ vào tháng 8 với bộ phim truyền hình Discovery of Love, là sự kết hợp của anh với Jung Yu-mi, diễn viên đã cùng anh đóng trong bộ phim của MBC năm 2007 Que Sera, Sera. Điều này cũng thông báo rằng anh đã có công ty quản lý riêng, E&J Entertainment cùng với người quản lý 10 năm của anh, Lee Jong-hyun.
Mặc dù bộ phim có trung bình 7% Neilsen rating, Eric và đoàn làm phim Discovery of Love đã nhận được rất nhiều lời khen ngợi về diễn xuất và tính hiện thực của bộ phim.  Eric thắng Triple Crown (3 giải) tại KBS 2014 Year End Award (Excellent Actor, Best Couple, và Netizen Award).  Với những thành công này, Eric đã thắng giải thưởng diễn xuất tại cả ba mạng truyền hình lớn.  Năm 2015, Discovery of Love đã được đề cử cho giải 2015 Rockie Award hạng mục Melodrama (Phim Tâm lý - Tình cảm) cùng với 30 Vies (Canada), EastEnders (Anh), Grey’s Anatomy (Mỹ), My Sunshine (Trung Quốc), và Mysterious Summer (Nhật Bản). Trong 2015 Instiz đăng tải các ý kiến về các nhân vật phim truyền hình mà người xem yêu thích, nhân vật Kang Tae-ha của Eric trong Discovery of Love nằm trong top 10 tại vị trí #6.

### 2015: Shinhwa Trở Lại
Eric đã có sự trở lại với album phòng thu thứ 12 của Shinhwa "WE".  Shinhwa đã thắng 10 giải thưởng (bao gồm một chiến thắng Triple Crown - 3 giải tại Mnet's M! Countdown) cho lần trở lại này.  Eric và Shinhwa đã có concert tour bắt đầu vào tháng 5 và kết thúc với một encore concert ở Seoul vào tháng 8. Shinhwa cũng đã biểu diễn tại KCON LA lần đầu tiên vào đầu tháng 8.

### Năm 2016: Trở lại Diễn xuất
Năm 2016, Eric đã trở lại diễn xuất với vai nam chính trong bộ phim truyền hình Lại là Oh Hae Young của tvN cùng với Seo Hyun-jin. Anh vào vai một giám đốc âm thanh có khả năng nhìn thấy ảo cảnh của tương lai và có chuyện tình với hai cô nàng Oh Hae-young. Bộ phim đã làm mưa làm gió trên màn ảnh châu Á trong suốt 2 tháng phát sóng và nhận được đánh giá cao nhất trong lịch sử các bộ phim phát sóng vào khung giờ thứ Hai và thứ Ba của tvN.

### Năm 2017: Kết hôn và tham gia game show
Ngày 1/7/2017, Eric kết hôn với nữ diễn viên Na Hye Mi đã được tổ chức tại một nhà thờ ở quận Jung, Seoul. Vốn là một trong những sự kiện gây bất ngờ nhất showbiz Hàn trong năm nay, hôn lễ của Eric càng gây chú ý hơn khi hội tụ dàn sao đình đám tới chung vui. Đặc biệt hơn nữa, tất cả thành viên Shinhwa trở thành phù rể, ủng hộ cho thành viên đầu tiên của nhóm kết hôn. Cùng năm đó game show Three Meals A Day của tvN, Eric tham gia với vai trò thành viên của mùa 4 lấy chủ đề về làng chài. Tập đầu tiên phát sóng ngày 4/8/2017.

## Danh sách phim

### Phim truyền hình
| Năm  | Tựa phim                                         | Vai diễn                                   | Bạn diễn | Số tập | Kênh |
| ---- | ------------------------------------------------ | ------------------------------------------ | -------- | ------ | ---- |
| 2003 | Breathless                                       | Shin Sang-Sik                              |          |        | MBC  |
| 2004 | Phoenix                                          | Seo Jung-min                               |          |        | MBC  |
| 2004 | Banjun Drama                                     | (Xuất hiện trong 10 tập của series Banjun) |          |        | SBS  |
| 2005 | Super Rookie                                     | Kang Ho                                    |          |        | MBC  |
| 2006 | Wolf                                             | Bae Dae-Chul                               |          |        | MBC  |
| 2006 | Invincible Parachute Agent - Super Rookie Ranger | Choi Kang                                  |          |        | SBS  |
| 2007 | Que Sera, Sera                                   | Kang Tae-joo                               |          |        | MBC  |
| 2008 | Strongest Chil Woo                               | Kang Chil-woo/Choi Chil-woo                |          |        | KBS2 |
| 2011 | Spy Myung-wol                                    | Kang Woo                                   |          |        | KBS2 |
| 2014 | Discovery of Love                                | Kang Tae-ha                                |          |        | KBS2 |
| 2016 | Lại là em Oh Hae-young                           | Park Do-kyung                              |          |        | tvN  |

### Phim điện ảnh
| Năm  | Tựa phim                              | Vai diễn                     |
| ---- | ------------------------------------- | ---------------------------- |
| 2002 | Emergency Act 19                      | (khách mời cùng với Shinhwa) |
| 2005 | A Bittersweet Life                    | Tae Goo (cameo)              |
| 2005 | Diary of June                         | Kim Dong Wook                |
| 2014 | Shinhwa Live 3D: The Legend Continues | chính mình                   |

### Chương trình thực tế
| Năm         | Chương trình            | Kênh | Ghi chú                                 | Video        |  |
| ----------- | ----------------------- | ---- | --------------------------------------- | ------------ |  |
| 2012 - 2013 | Shinhwa Broadcast       | JTBC | Tập 1 - 62                              |              |  |
| 2013        | Running Man             | SBS  | Khách mời cùng với Shinhwa tập 160, 161 |              |  |
| 2015        | Running Man             | SBS  | Khách mời cùng với Shinhwa tập 236      |              |  |
| 2015        | Yu Huiyeol's Sketchbook | KBS2 | Khách mời cùng với Shinhwa tập 264      | KBS World TV |  |
| 2017        | Three Meals A Day       | TvN  | Tập 1 - 12                              |              |  |

## Giải thưởng và đề cử
| Năm  | Giải thưởng               | Hạng mục                                | Phim đề cử                 | Kết quả   |
| ---- | ------------------------- | --------------------------------------- | -------------------------- | --------- |
| 2004 | MBC Drama Awards          | Best New Actor                          | Phoenix                    | Đoạt giải |
| 2004 | MBC Drama Awards          | Popularity Award, Actor                 | Phoenix                    | Đoạt giải |
| 2005 | 41st Baeksang Arts Awards | Best New Actor (TV)                     | Super Rookie               | Đoạt giải |
| 2005 | 41st Baeksang Arts Awards | Most Popular Actor (TV)                 | Super Rookie               | Đoạt giải |
| 2005 | MBC Drama Awards          | Top Excellence Award, Actor             | Super Rookie               | Đoạt giải |
| 2006 | 42nd Baeksang Arts Awards | Best New Actor (Film)                   | Diary of June              | Đề cử     |
| 2006 | SBS Drama Awards          | Excellence Award, Actor in a Miniseries | Invincible Parachute Agent | Đoạt giải |
| 2006 | SBS Drama Awards          | Top 10 Stars                            | Invincible Parachute Agent | Đoạt giải |
| 2014 | KBS Drama Awards          | Excellence Award, Actor in a Miniseries | Discovery of Love          | Đoạt giải |
| 2014 | KBS Drama Awards          | Netizen's Award, Actor                  | Discovery of Love          | Đoạt giải |
| 2014 | KBS Drama Awards          | Best Couple Award cùng với Jung Yu-mi   | Discovery of Love          | Đoạt giải |
| 2014 | KBS Drama Awards          | Grand Prize                             | Discovery of Love          | Đề cử     |
| 2014 | KBS Drama Awards          | Top Excellence Award, Actor             | Discovery of Love          | Đề cử     |
| 2014 | KBS Drama Awards          | Popularity Actor                        | Discovery of Love          | Đề cử     |
| 2016 | tvN10 Awards              | Romantic Comedy King                    | Another Miss Oh            | Đoạt giải |